# Esenbeckia clari
Esenbeckia clari är en tvåvingeart som beskrevs av Lutz 1909. Esenbeckia clari ingår i släktet Esenbeckia och familjen bromsar. Inga underarter finns listade i Catalogue of Life.